# Iglesia de Santa María de la Asunción (Pitigliano)
La iglesia de Santa Maia de la Asunción es un edificio religioso ubicado en Pitigliano, más exactamente en la Plaza Dante Alighieri, fuera de las murallas, no muy lejos de la fortaleza.

## Historia
La iglesia fue construida sobre mediados del siglo XIX para servir a la parte este del centro histórico, que en ese momento estaba experimentando una fuerte expansión.
La construcción de este nuevo edificio religioso, más amplio y más céntrico que la cercana iglesia de San Miguel, hizo que las diversas funciones religiosas pasaran de la antigua iglesia a este nuevo lugar de culto, considerado más funcional.

## Aspecto Actual
La iglesia de Santa María de la Asunción presenta una única sala con un techo a dos aguas.
Una pequeña escalera precede al pórtico de entrada, que se abre con su sencillez en el centro de la fachada principal, cuyo dintel superior forma la base para el arco redondo en estilo neorrománico, que también incluye un pequeño bisel en el que se pueden observar motivos religiosos.
Toda la parte superior de la fachada principal culmina en un gran tímpano triangular, mientras que a lo largo de las paredes laterales hay algunos arcos redondos para permitir la iluminación natural del pasillo interior.
El complejo religioso también incluye el campanario neorrománico con una sección cuadrada, con cuatro ventanas abiertas de una sola lanceta que encierran la celda acampanada en la parte superior, sobre la cual descansa la cúspide piramidal. La cara de la pared del campanario está cubierta de piedra y toba.